# Купа на Народна република България
Купа на Народна република България (КНРБ) е български футболен трофей, който е връчен за първи път през 1981 г. в чест на 1300-годишнината от създаването на Първата българската държава. За спечелване на трофея се провежда футболен турнир, като победителят от него освен купата придобива правото за участие в европейския клубен турнир за Купата на УЕФА.
От 1983 г. турнирът става официален турнир за Националната купа и победителят в него получава правото да представя България в европейския турнир за Купата на носителите на купи. Турнирът, който е дотогава е бил приеман за турнир за спечелване на Националната купа – турнира за Купата на Съветската армия, става второстепенен турнир, победителят от който получава правото да се състезава в турнира за Купата на УЕФА.
Турнирът за Купата на НРБ съществува до 1990 г., когато е преименуван на Турнир за Купата на България.

## Победители
| 1983 – ЦСКА „Септемврийско знаме“ 1984 – Левски-Спартак София 1985 – ЦСКА „Септемврийско знаме“ 1986 – Витоша София 1987 – ЦФКА Средец 1988 – ЦФКА Средец 1989 – ЦФКА Средец 1990 – Сливен |  | Победители в неофициалния турнир - 1981 – ЦСКА „Септемврийско знаме“ - 1982 – Левски |